# Теабо (муниципалитет)
Теабо (исп. Teabo) — муниципалитет в Мексике, штат Юкатан, с административным центром в одноимённом посёлке. Численность населения, по данным переписи 2010 года, составила 6205 человек.

## Общие сведения
Название Teabo c майяйского языка можно перевести как: твоё дыхание, твой запах.
Площадь муниципалитета равна 225 км², что составляет 0,56 % от площади штата, а наивысшая точка — 25 метров над уровнем моря, расположена в поселении Сауседа.
Он граничит с другими муниципалитетами Юкатана: на севере с Чумаелем и Маяпаном, на северо-востоке с Кантамаеком, на востоке и юге с Текашем, и на западе с Мани.

## Учреждение и состав
Муниципалитет был образован в 1924 году, в его состав входит 14 населённых пунктов, самые крупные из которых:
| Код INEGI                  | Населённый пункт                                                             | Численность населения (2005 год) | Численность населения (2010 год) |
| -------------------------- | ---------------------------------------------------------------------------- | -------------------------------- | -------------------------------- |
| 075                        | Всего                                                                        | 5602                             | 6205                             |
| 0001                       | Теабо (исп. Teabo) 20°23′59″ с. ш. 89°17′04″ з. д. (административный центр)  | 5529                             | 6115                             |
| 0119                       | Сан-Рефухио-Кульче (исп. San Refugio Kulché) 20°22′00″ с. ш. 89°09′29″ з. д. | 2                                | 24                               |
| 0118                       | Санта-Элена (исп. Santa Elena) 20°20′15″ с. ш. 89°10′52″ з. д.               | 22                               | 21                               |
| —                          | Прочие                                                                       | 49                               | 45                               |
| Названия на карте Генштаба |                                                                              |                                  |                                  |

## Экономика
По статистическим данным 2000 года, работоспособное население занято по секторам экономики в следующих пропорциях:
- производство и строительство — 42,9 %;
- сельское хозяйство и скотоводство — 33,4 %;
- торговля, сферы услуг и туризма — 23,4 %;
- безработные — 0,3 %.

## Инфраструктура
По статистическим данным 2010 года, инфраструктура развита следующим образом:
- протяжённость дорог: 28,5 км;
- электрификация: 95,7 %;
- водоснабжение: 97,7 %;
- водоотведение: 39 %.

## Достопримечательности
В муниципалитете можно посетить различные достопримечательности:
Архитектурные:
- бывший монастырь и церковь Святых Педро и Пабло, построенный в колониальный период;
- часовня Святого Эстебана, построенная в XVIII веке;
- часовня в память индейцев, построенная XVII веке.

Археологические: древнее поселение цивилизации майя Чакчоб.

## Фотографии

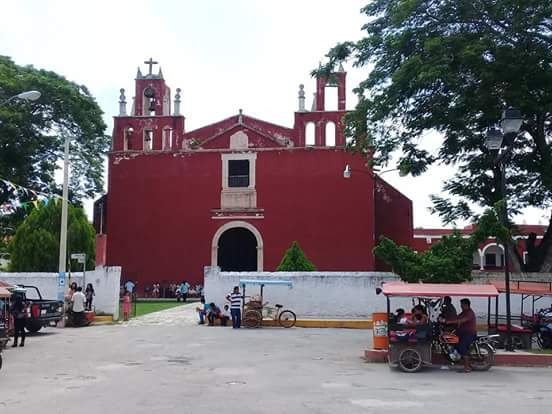
Церковь в Теабо
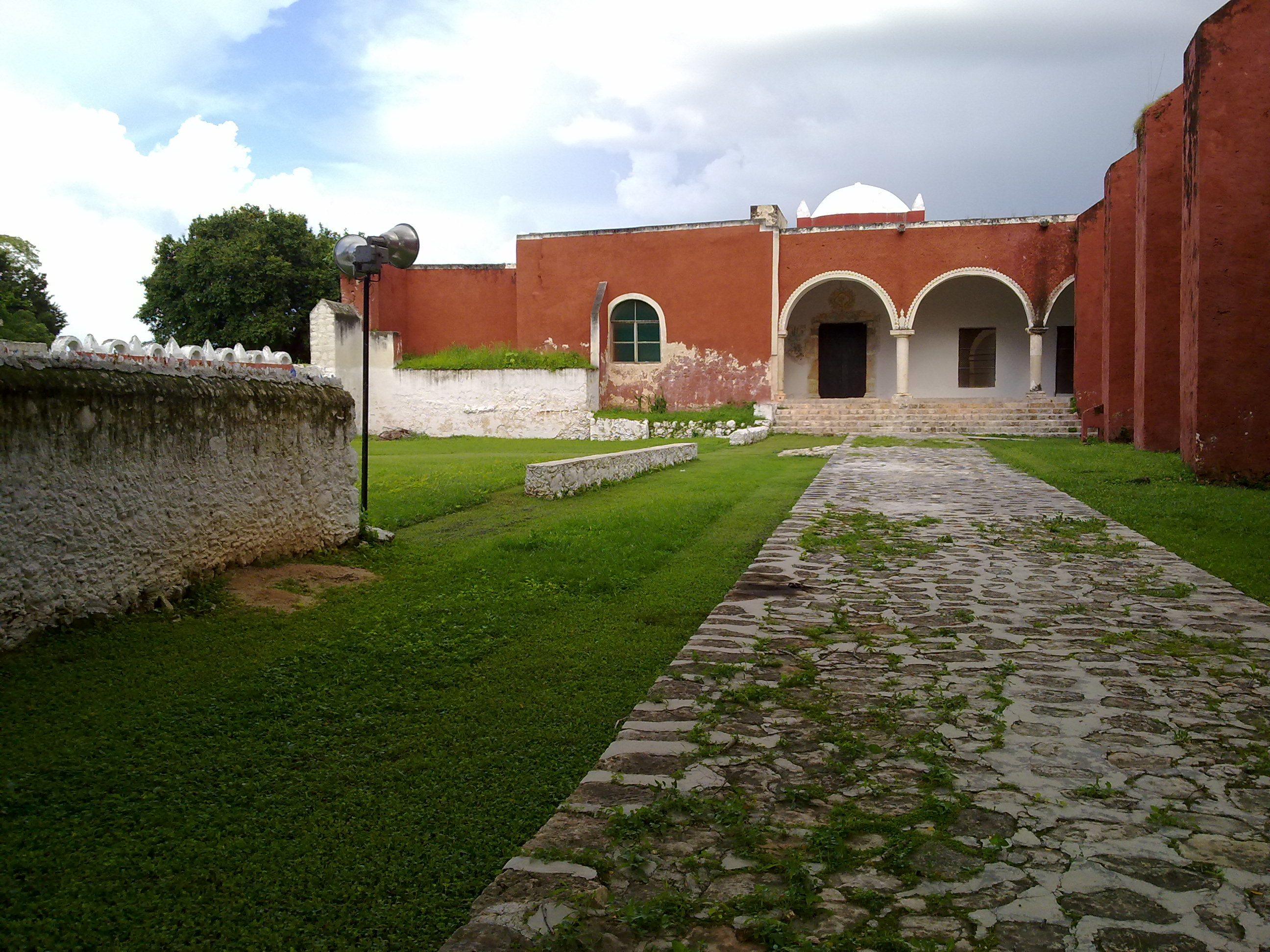
Бывший монастырь в Теабо